# VR Dr12 sorozat

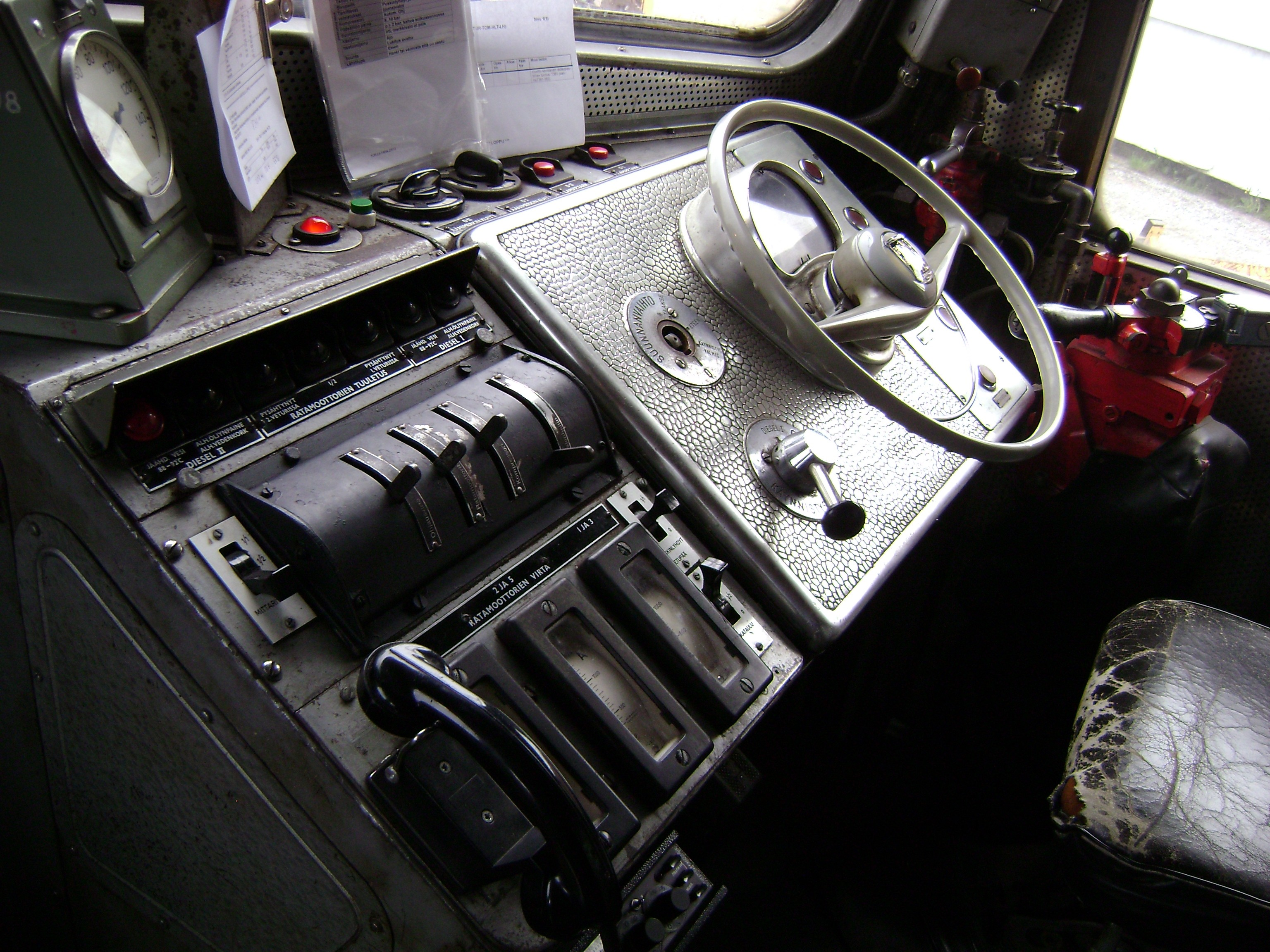
Vezetőállás

A VR Dr12 sorozat egy finn dízelmozdony-sorozat volt. 1959 és 1963 között gyártottak összesen 42 db-ot, majd 1990-től kezdték leselejtezni.